# أليكس بيري (لاعب كرة قدم)
أليكس بيري (بالإنجليزية: Alex Perry)‏ هو لاعب كرة قدم بريطاني في مركز الوسط، ولد في 4 مارس 1998 في ليفربول في المملكة المتحدة. لعب مع بولتون واندررز وويغان أتلتيك.